# Noordelijk pinksterkamp

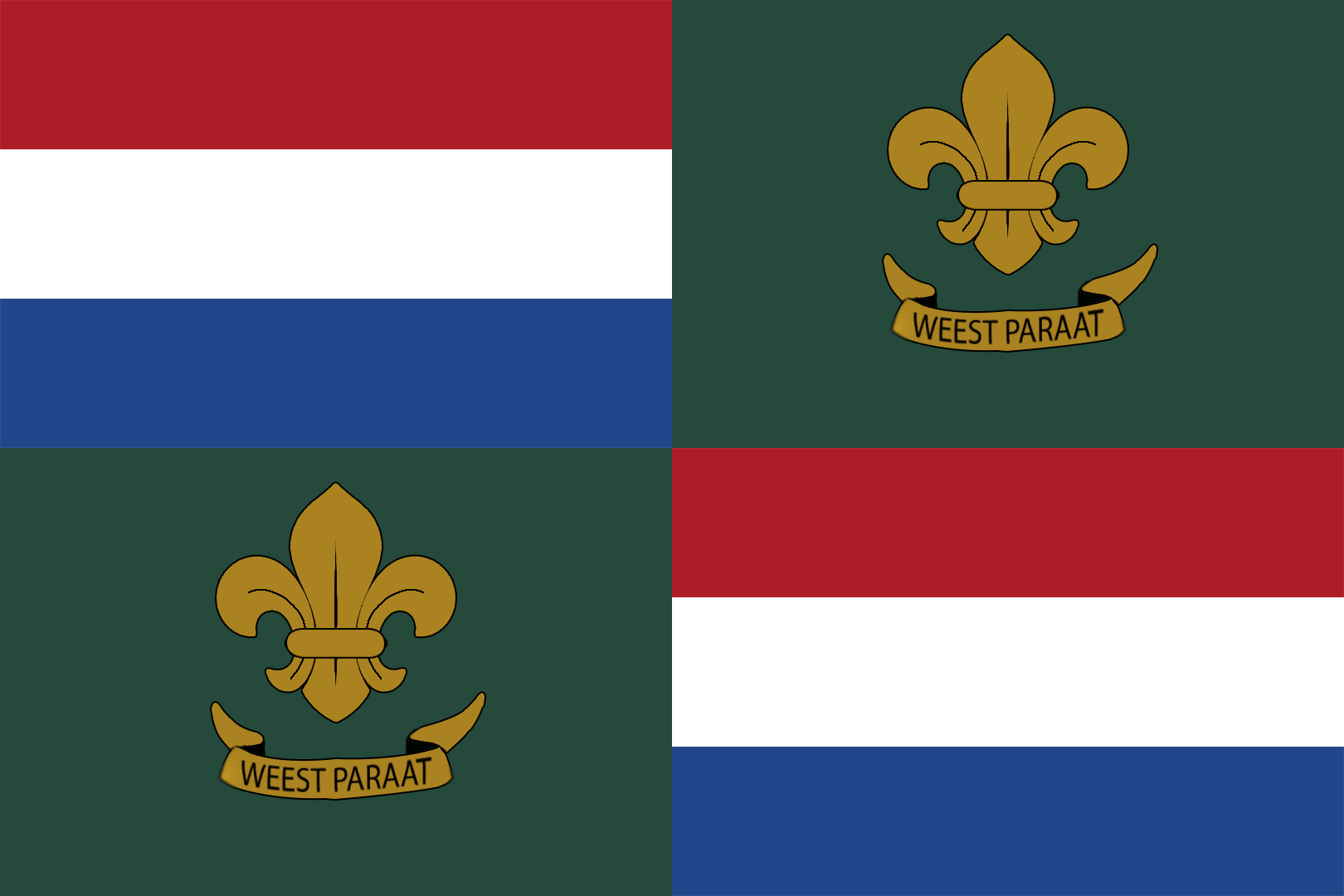
De vlag van de voormalige vereniging "De Nederlandse Padvinders" wordt gebruikt als Noordelijk PinksterKamp wedstrijd vlag

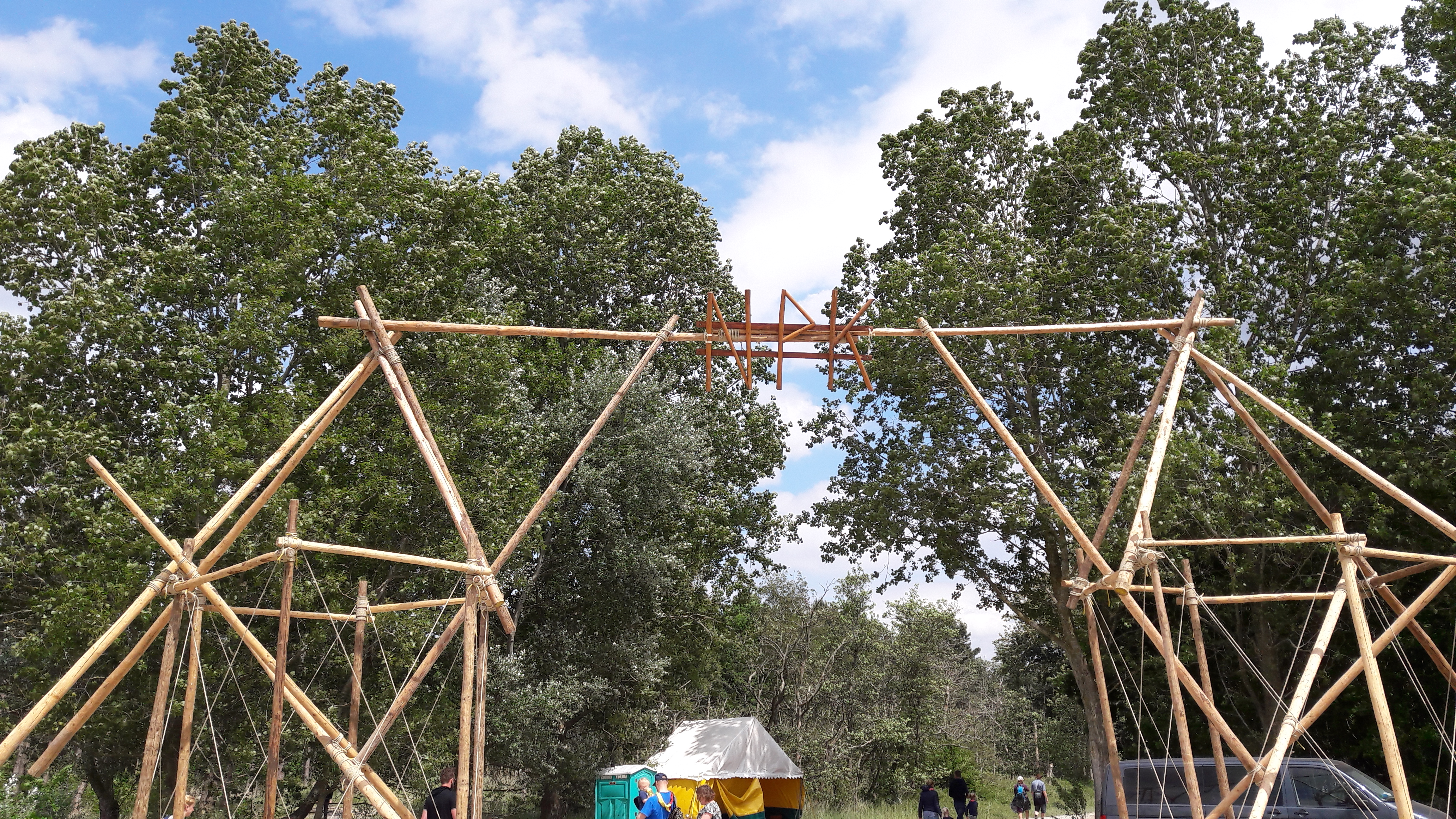
Toegangspoort van het NPK 2017

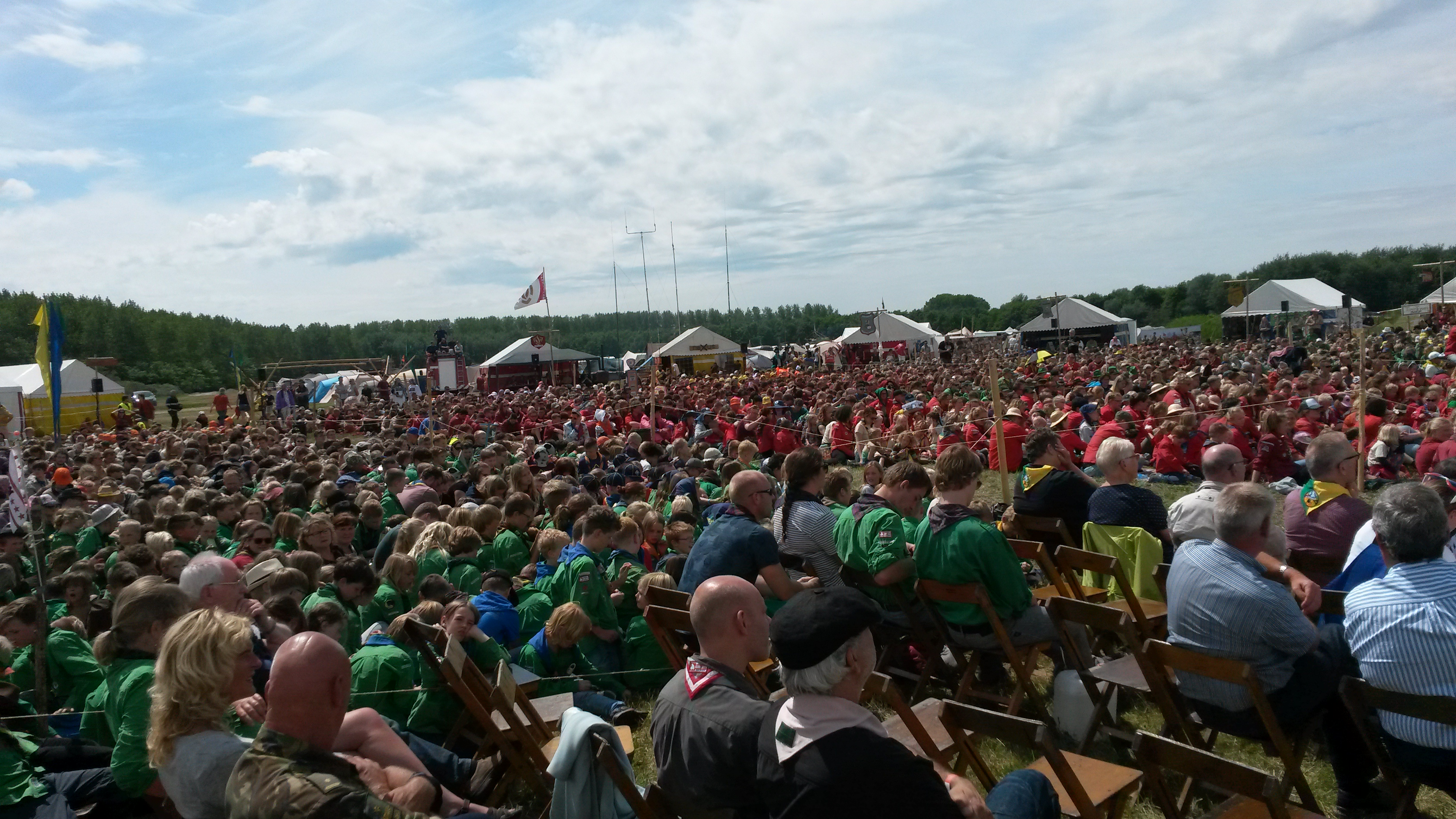
Overzicht op het centrale terrein tijdens de openingsceremonie NPK 2017

Het Noordelijk pinksterkamp (meestal afgekort tot NPK) is het grootste jaarlijks terugkerende scoutingkamp in Nederland en een van de grootste in Europa.
Het kamp werd in 1924 voor het eerst gehouden en trekt sinds de jaren 1990 jaarlijks meer dan 3.000 deelnemers, afkomstig van ongeveer 75 scoutinggroepen uit Groningen, Friesland, Drenthe, Noord-Holland, en Overijssel. Voorheen werd het NPK onder andere gehouden in het Kniphorstbos te Anloo, maar dit terrein is in 1997 door het ministerie van Defensie verkocht aan Staatsbosbeheer. Mede vanwege de vele grafheuvels in het gebied gaf Staatsbosbeheer geen toestemming het jaarlijkse kamp in het Kniphorstbos voort te zetten. In overleg met defensie werd in 1998 de Marnewaard in het Lauwersmeergebied gekozen als vaste plaats voor het kamp.

## Opzet
Het NPK is in opzet een vrij traditioneel Scoutingkamp. Het kamp is onderverdeeld naar speltak, waarbij alle reguliere speltakken die Scouting Nederland kent aanwezig zijn. Sinds 2009 komen ook de bevers een dag meedraaien en vanaf 2010 kamperen ze één nacht op het terrein. Elke speltak draait de activiteiten in een eigen thema dat elk jaar verandert. Het thema is een belangrijke factor voor de aankleding van het kamp. Elke speltak (m.u.v de pivo's) is weer onderverdeeld in subkampen van ongeveer 5-10 groepen. Elk subkamp heeft een subthema binnen het hoofdthema van de speltak en wordt vertegenwoordigd door een eigen kleur.
Het principe van het NPK is dat elke deelnemende scoutinggroep met zelf meegebrachte materialen hun eigen stukje terrein opbouwt en inricht. Een terrein bestaat uit tenten, keukens, vuurtafels en wasplaatsen. Die laatste worden allemaal gemaakt met uitsluitend houten palen en touw. De doelstelling van het NPK is al jaren ongewijzigd; het leggen van nieuwe en het onderhouden van bestaande contacten buiten de eigen scoutinggroep. Het verkrijgen en verbeteren van de kampeervaardigheid is van groot belang tijdens het kamp, waarbij zelfs punten kunnen worden verdiend.
Het NPK wordt jaarlijks gehouden tijdens pinksteren, en duurt van vrijdag tot en met dinsdag. Hierbij is de maandag traditioneel de kijkdag voor de familie. Dit zorgt jaarlijks voor duizenden bezoekers. Het kamp maakt dat er elk jaar binnen een aantal uren een waar dorp uit de grond gestampt lijkt te worden. Wat betreft het aantal 'inwoners' is het Noordelijk pinksterkamp tijdens de pinksterdagen een van de grootste dorpen van de gemeente het Hogeland.

## Middenterrein
Het middenterrein kan gezien worden als het winkelcentrum van het NPK. Op dit terrein staan de algemene zaken, zoals een brandweer, een dokterspost, een keuken, een scoutshop, een communicatiecentrum en het infocentrum.  Het belangrijkste op het middenterrein is 't Seepeert, een soort café-restaurant.  Soortgelijke tenten als 't Seepeert zijn bij de Explorers 'de Zeef' en bij de stam 'de Kruk'. Tevens dient het middenterrein als plaats voor de officiële openingsceremonie die op zaterdag plaatsvindt. Alle onderdelen zijn gehuisvest in tenten die in een cirkel rondom het middenterrein staan. Ook heeft het NPK een eigen kampkrant, de Pinksterblom. Elke dag verschijnt er een uitgave met alle wetenswaardigheden die worden ingezonden door de deelnemers zelf. De TimeTravel is het museum op het NPK. Naast een jaarlijks wisselende expositie zijn hier allerlei activiteiten te doen. Alle onderdelen worden bemand door vrijwilligers, vaak Scouts.

## Bronbeek
Bronbeek is een gedeelte op het terrein van het Noordelijk pinksterkamp waar stafleden die een centrale functie hebben tijdens het kamp, eventueel met partners en kinderen, kunnen overnachten. Voor de aanwezige kinderen is er een activiteitenprogramma. Hoewel het NPK en Bronbeek vlak bij elkaar liggen, hebben ze inhoudelijk weinig met elkaar te maken. In 2024 heeft Bronbeek voor het eerst met de opening meegedaan en een thema presentatie gegeven.

## Tradities
Op het NPK zijn natuurlijk ook tradities. De meest bekende daarvan is wel het Eeuwige vuur wat elk jaar ontstoken wordt tijdens de opening. Het eeuwige vuur is een symbool van de verbondenheid tussen scouts en blijft gedurende het kamp continu branden. Het vuur moet natuurlijk wel bewaakt en aangehouden worden, dat gebeurt door middel van een rooster waarin elke groep staat ingepland. Aan het einde van het kamp wordt het vuur gedoofd door de groep die gewonnen heeft tijdens de wedstrijden en neemt die groep vervolgens de as mee. Het volgende kamp wordt het vuur (met de as van vorig jaar) ontstoken door de winnaars van vorig jaar. 
Naast het eeuwige vuur dat bij de scouts brandt is er nog een traditie: De Pinksterfik. Dat vuur brandt het hele kamp bij de Explorers, het is sinds 1985 een variant op het eeuwige vuur. Zo blijft het ook het hele kamp branden en is er een rooster voor de wacht. Het verschil met het eeuwige vuur is dat de as niet wordt meegenomen.

## Pinksterblom
Het NPK heeft zijn eigen krant. Tijdens het kamp gaat een stamgroep op pad om alle verhalen en nieuwtjes te verzamelen. De Pinksterblom wordt elke dag bezorgd bij elke scouting groep.

## Koempoelan
Ter voorbereiding van het NPK zijn er drie vergaderingen. Elke groep stuurt een aantal mensen om zich te vertegenwoordigen. Tijdens die vergaderingen wordt het thema gekozen van komend kamp, taken verdeeld, informatie verteld en gedeeld hoe ver iedereen is met de voorbereidingen voor NPK.

## Wedstrijdelement bij de Explorers
Tijdens NPK is er ook een wedstrijdelement aanwezig. Tijdens het kamp strijden groepen om de beste groep te zijn van dat jaar. Er zijn enkele onderdelen waarmee je punten kunt halen. 
- Kampeervaardigheid: Het terrein wordt gecontroleerd op een aantal onderdelen waaronder de netheid van de pionier bouwwerken, tenten, hygiëne, EHBO voorziening.[8]
- Hikes: Bij de hikes kun je kiezen tussen de speedhike, trappershike (veel obstakels trotseren), zwerfhike, MTB-hike en senseshike (posten met spelletjes die ingaan op zintuigen). Elk groepje moet 3 tot 6 deelnemers hebben.
- Explomania: Teams doen verschillende spellen. Elke ronde vallen een aantal groepjes af totdat er 1 groepje overblijft. Het team dat overblijft verdient de meeste punten.
- Explovival: Teams trotseren een survivalbaan, hierbij mag 1 van de deelnemer niet de grond raken. De andere deelnemers moeten er voor zorgen dat die deelnemer niet de grond raakt.
- Thema: Elke jaar is er een ander thema waar het kamp om draait. Op basis van dat thema kun je als groep punten verdienen door objecten te maken of borden te schilderen die bij het thema passen.
- Centrale krachtmeting: Tijdens het kamp strijden de subkampen om het beste subkamp te worden. Hierbij zijn dagelijks krachtmetingen, dit zijn spelletjes tussen de subkampen. Door hier aan mee te doen kun je punten verdienen. [9]

## Lijst van alle Noordelijke pinksterkampen
- 1922 - Hooghalen, voorloper.
- 1924 - Diever, 1ste NPK (170 deelnemers, Birlibi-kamp genoemd, naar een verhaal verteld door de kampleider Hopman Reinking over Birlibi, de koning der ratten.)[10]
- 1925 - Diever (250 deelnemers, Mr. Martin-kamp genoemd, naar de secretaris van het Internationale Bureau die op bezoek kwam.)
- 1926 - Hooghalen (180 deelnemers, Regenkamp genoemd vanwege het weer.)
- 1927 - Diever (176 deelnemers, Donderkamp genoemd door opnieuw regenachtig weer.)
- 1928 - Odoorn (59 deelnemers, Zonnekamp genoemd vanwege het ideale weer.)
- 1929 - Schoonoord (200 deelnemers, Welkomkamp genoemd vanwege de toegangspoort van het terrein.)
- 1930 - Odoorn (256 deelnemers, Knuttel-kamp genoemd vanwege het vertrek van deze hopman naar Den Haag. Dit NPK voor het eerst een apart welpenkamp.)
- 1931 - Hooghalen (280 deelnemers, Zangers-kamp genoemd omdat er veel gezongen is.)
- 1932 - Hooghalen (Rambonnet-kamp genoemd vanwege het bezoek door de Hoofdverkenner.)
- 1933 - Hooghalen, 10de NPK (240 deelnemers, Jubel-kamp genoemd vanwege het 10-jarig bestaan.)
- 1934 - Hooghalen (319 deelnemers, K.L.M.-kamp genoemd omdat een vliegtuig een luchtfoto zou komen maken. Vanwege lage bewolking gaat dat niet door.
- 1935 - Hooghalen (328 deelnemers, Cevaal-kamp genoemd voor de verdiensten van hopman Cevaal.)
- 1936 - Hooghalen (283 deelnemers, Ruil-kamp genoemd vanwege een uitwisseling van patrouilles uit het noorden en het oosten van het land.)
- 1937 - Hooghalen (350 deelnemers, Interland-kamp genoemd in het teken van de Jamboree en de Olympiade.)
- 1938 - Drouwenerzand (450 deelnemers, Canon-kamp genoemd door de vele bij de kampvuren gezongen canons.)
- 1939 - Drouwenerzand (500 deelnemers, Polygos-kamp genoemd, een samentrekking van Polygoonjournaal (die kwam filmen) en zangleider Van Os.)
- Tijdens de oorlog vonden geen kampen plaats.
- 1946 - Anloo (1515 deelnemers, Ome Wiebe-kamp genoemd vanwege het afscheid van Wiebe Zijlstra, een leider bekend door zijn enthousiaste rol bij het kampvuur.)
- 1947 - Anloo (1456 deelnemers, Roest van Limburgkamp genoemd vanwege bezoek door de landelijk Hoofdcommissaris en waarnemend Hoofdverkenner.)
- 1948 - Anloo (1363 deelnemers, Strijdbijlkamp genoemd vanwege de goedaardige vete van twee Groningse troepen over hun daskleur waarin velen meegetrokken worden.)
- 1949 - Anloo, 20ste NPK (940 deelnemers, Kermiskamp genoemd vanwege zelfgebouwde attracties. Dit NPK voor het eerst een voortrekkersgastenkamp (stammen), als proef.)
- 1950 - Anloo (923 deelnemers, Siertsema-kamp genoemd vanwege het aftreden van de hoofdleider.)
- 1951 - Anloo (911 deelnemers, Hoempa-kamp genoemd vanwege de wedstrijd van zangkoren en muziekkorps.)
- 1952 - Anloo (812 deelnemers, Zoeloekamp genoemd vanwege de leiders vermomd als Zoeloe-opperhoofden.)
- 1953 - Anloo (893 deelnemers, Monus-kamp genoemd vanwege de taal die voor een reis naar de maan geleerd wordt.)
- 1954 - Anloo, 25ste NPK (1141 deelnemers, Zilverenkamp genoemd, vanwege het zilveren jubileum.)
- 1955 - Anloo (1130 deelnemers, Standaardkamp genoemd.)
- 1956 - Anloo (1100 deelnemers, Germanenkamp genoemd.)
- 1957 - Anloo (1100 deelnemers, JIM-kamp genoemd vanwege de Jamboree-Indaba-Moot in Engeland voor 50 jaar scouting en 100 jaar B-P.)
- 1958 - Anloo (1040 deelnemers, Spoetnikkamp genoemd.)
- 1959 - Anloo 30ste NPK (1100 deelnemers, Euro-kamp genoemd.)
- 1960 - Anloo (1234 deelnemers, Gilden-kamp genoemd.)
- 1961 - Anloo (1340 deelnemers, Bloedkamp genoemd.), met een vlootschouw op het Zuidlaardermeer mmv zeeverkenners.[11]
- 1962 - Anloo (1750 deelnemers, Toxopeus-kamp genoemd vanwege de vertelling door schipper Klaas Toxopeus.)
- 1963 - Anloo (1250 deelnemers, Floriskamp genoemd vanwege het thema Floris V.)
- 1964 - Anloo (1800 deelnemers, Schäffner-kamp genoemd.)
- 1965 - Anloo (2000 deelnemers, OEZ-kamp genoemd.)
- 1966 - Anloo (2200 deelnemers, Vriendschapskamp genoemd vanwege de vele nieuwe contacten met Amerikaanse, Canadese, Deense en Duitse deelnemers.)
- 1967 - Anloo (1300 deelnemers, Oef-kamp genoemd vanwege het thema Indianen van Idaho.)
- 1968 - Anloo (1400 deelnemers, Olympisch-kamp genoemd vanwege het thema Voor-Olympische Spelen.)
- 1969 - Anloo, 40ste NPK (1500 deelnemers, Hip-kamp genoemd.)
- 1970 - Anloo (1350 deelnemers, Apollo-kamp genoemd vanwege het thema Ruimtevaart.)
- 1971 - Anloo (1550 deelnemers, Vijfkamp-kamp genoemd.)
- 1972 - Anloo (1450 deelnemers, Stickers-kamp genoemd.)
- 1973 - Anloo (1100 deelnemers, Beregoed-Gaai-kamp genoemd.)
- 1974 - Anloo (1781 deelnemers, Spetter-kamp genoemd.)
- 1975 - Anloo (1671 deelnemers, Moord-kamp genoemd.)
- 1976 - Anloo (1696 deelnemers, Klokken-kamp  genoemd.)
- 1977 - Anloo (1861 deelnemers, Dik voor mekaar-kamp genoemd.)
- 1978 - Anloo (1922 deelnemers, Paalkamp genoemd.)
- 1979 - Anloo, 50ste NPK (Werelddelen-kamp genoemd.)
- 1980 - Anloo
- 1981 - Anloo
- 1982 - Anloo
- 1983 - Anloo
- 1984 - Anloo
- 1985 - Anloo
- 1986 - Anloo (2587 deelnemers)
- 1987 - Anloo (2782 deelnemers)
- 1988 - Anloo (2614 deelnemers)
- 1989 - Anloo (2818 deelnemers)
- 1990 - Anloo (2986 deelnemers)
- 1991 - Anloo (3081 deelnemers)
- 1992 - Anloo (3489 deelnemers)
- 1993 - Anloo (3509 deelnemers)
- 1994 - Anloo (3383 deelnemers)
- 1995 - Anloo (3473 deelnemers)
- 1996 - Anloo (3582 deelnemers)
- 1997 - Anloo (3542 deelnemers)
- 1998 - Marnewaard (3545 deelnemers)
- 1999 - Marnewaard (3424 deelnemers)
- 2000 - Marnewaard (3374 deelnemers)
- 2001 - Geen NPK wegens MKZ-Crisis
- 2002 - Marnewaard (3058 deelnemers)
- 2003 - Marnewaard (Onbekend aantal deelnemers)
- 2004 - Marnewaard (Onbekend aantal deelnemers)
- 2005 - Marnewaard (3732 deelnemers)
- 2006 - Marnewaard (3474 deelnemers)
- 2007 - Marnewaard (3494 deelnemers)
- 2008 - Marnewaard (3516 deelnemers)
- 2009 - Marnewaard (3644 deelnemers)
- 2010 - Marnewaard (onbekend aantal deelnemers)
- 2011 - Marnewaard (onbekend aantal deelnemers)
- 2012 - Marnewaard (onbekend aantal deelnemers)
- 2013 - Marnewaard (onbekend aantal deelnemers)
- 2014 - Marnewaard (onbekend aantal deelnemers)
- 2015 - Marnewaard (onbekend aantal deelnemers)
- 2016 - Marnewaard (3600 deelnemers)[12]
- 2017 - Marnewaard (3818 deelnemers)
- 2018 - Marnewaard
- 2019 - Marnewaard (3783 deelnemers)
- 2020 - Geen NPK wegens coronavirus
- 2021 - Alternatief NPK wegens coronavirus
- 2022 - Marnewaard, 90ste NPK ("ruim 3500" deelnemers)[13] meer dan 4000 scouts (het grootste NPK ooit)
- 2023 - Marnewaard, 91ste NPK (3800 deelnemers)[14]
- 2024 - Marnewaard, 92ste NPK. NPK 100 jaar! (3800 deelnemers)[15]
- 2025 - Marnewaard, 93ste NPK. (3800 deelnemers)[16]